# هرمونات مطلقة موجهة للغدد التناسلية
الهرمونات المطلقة الموجهة للغدد التناسلية (GnRH) (بالألمانية: Gonadoliberin) هي عائلة من الببتيدات التي تلعب دورًا حيويًا في عملية التكاثر. وتتمثل الوظيفة الرئيسية للهرمونات المطلقة الموجهة للغدد التناسلية في أنها تعمل على الغدة النخامية لتحفيز تخليق وإفراز هرمون ملوتن والهرمون المنبه للجريب، ولكن الهرمونات المطلقة الموجهة للغدد التناسلية تعمل أيضًا على الدماغ، والشبكية، والجهاز العصبي الودي، والغدد التناسلية، والمشيمة في أنواع معينة. ويبدو أن هناك ثلاثة أشكال على الأقل من الهرمونات المطلقة الموجهة للغدد التناسلية. ويتم التعبير عن الشكل الثاني في الدماغ المتوسط ويبدو أنه واسع الانتشار. أما الشكل الثالث فلا يوجد الآن إلا في السمك. والهرمونات المطلقة الموجهة للغدد التناسلية هي عشاري ببتيد أميدي بنهاية كربونية معالج من بروتين طليعي أكبر. وأربعة من العشر المتبقية محفوظة تمامًا في جميع الأنواع حيث تسلسل الهرمونات المطلقة الموجهة للغدد التناسلية.

## الفصائل الفرعية
- جونادولبرين 1

## البروتينات البشرية التي تحتوي على هذا النطاق
GNRH1، GNRH2